# 科學一方通行
《科學一方通行》是鎌池和馬所著的輕小說《魔法禁書目錄》的第二部外傳漫畫，由山路新作畫。一方通行主要角色創作，最后之作亦在预告图像上有登场。于《月刊Comic電擊大王》2014年2月號到2020年7月27日刊载了共63话，而单行本于2013年12月出版到2020年8月27日发售完结第12册。
另外，衍生四格漫畫《一方通行大人》（日语：／ Toaru Aidoru no Akuserarēta Sama）於《月刊Comic電擊大王》2015年10月27日至2018年11月27日期間進行連載。由作畫。單行本全4卷。

## 登场人物

### 主要人物
一方通行（Accelerator，聲：岡本信彥）
學園都市第一位的超能力者。

最后之作（Last Order，聲：日高里菜）
在御坂妹妹中的地位最高，檢體編號「20001」，外觀是10歲左右的小女孩。

### 死靈術師篇
埃斯特尔·罗森塔尔（Esther Rosenthal，聲：久保由利香）
金发碧眼，穿黑色斗篷，手臂缠有绷带，戴手套的少女。腰上有一把祖传的破坏符咒的匕首（舜帝之剑）。為了讓最后之作脫離菱形魔爪，而與一方通行進行接觸，是使用死靈術式的魔法师，单方面认一方通行作师傅。
罗森塔尔現任當家。家族起始宿願在於創造完美的人偶，而先祖一開始以卡巴拉為起點，但因為研究過程中用上人類屍體來製作人偶，被猶太教放逐。漂流到中國後混合了道家的殭屍術繼續研究，成就獨創的罗森塔尔式死靈術。
正义感强烈，但也有天然的一面。羞恥心與一般女性有差異。對於自己被人看見身上只有內衣褲是不會介意的。甚至會在大街上脫去外衣沐浴。
在解决《死靈術師》事件后离开。
人皮狹美（Hitokawa Hasami，聲：渡部紗弓）
藏於戰鬥機器裡的死屍素體，生前是二之腕高中一年級生，是等級2的發火能力者。
9月某日跳河自殺失敗，卻被神秘組織DA看上而將其溺斃。之後成為DA死屍戰鬥機器「棺材」的主體，直到機器被一方破壞，屍體被送進冥土追魂任職醫院。
之后因被埃斯特尔在屍體上放入了人造靈魂禍斗而暫時活動，並認埃斯特尔為主人，受埃斯特尔指令行事，並保護她的安全。因为刚从停尸间复活，身上只穿白色内衣，为了避免引人注意埃斯特把斗篷给她。食尸部队解决后，由警备员换上一套衣服。
在漫画剧情中跟随埃斯特尔离开，而电视动画剧情中埃斯特尔收回禍斗后变回尸体。
亡本裏藏（Nakimoto Rizou，聲：田所陽向）
學園都市統括理事會成員，菱形幹比古口中的「飼養者」，負責一切與農業、食品等相關的事務。擁有調動一切保護基礎設施的戰力的權限，自身則總是待在不停行駛的戰鬥列車之中以確保安全，因此傳出了「永不停止的地鐵」的都市傳說。原重用警備員激進組織 DA（Disciplinary Action），後來認為 DA 過於礙事，派遣食屍部隊予以消滅。
喜欢食物，也经常用食物作为说话时的比喻。经营着一艘豪华游轮并暗中安排暗部组织收集各种不合法或不道德的食材用来设宴款待“贵宾”。
菱形幹比古（Hishigata Mitsuhiko，聲：逢坂良太）
主導level6能力者實驗的科學家。协助DA时代号“腊肠犬”。利用死去的能力者屍體，透過置入特殊開發死屍戰鬥機器「棺材」，強化生前超能力。由人造靈魂「窮奇」控制的「棺材」甚至連一方都感到棘手。
為了順利製造出level6能力者，派DA綁架身為level5能力者御坂美琴的特殊複製人「最後之作」。卻被埃斯特搶先通知一方阻止。最後DA改綁架編號10046妹妹。
據埃斯特回憶，原本只是單純進行透過大型機械強化能力研究的科學家。雖然受試者幾乎都精神崩壞，但皆是合意非強迫。極度反對虛弱的妹妹蛭魅參與能力實驗。在蛭魅自殺後變得瘋狂，開始為了讓已死亡的蛭魅成為level6能力者不擇手段。
從後期戰鬥對話中表明，埃斯特已經告知過蛭魅屍體被「檮杌」控制之事，但本人原本拒絕相信，甚至捨身擋下埃斯特的舜帝之劍，但在「檮杌」停止假扮蛭魅並且成為完全體（伊薩克）後醒悟，帶著一方通行等人從設施的通道前往「檮杌」的核心地區。最後在伊薩克被殺死、蛭魅的人格短暫顯現時與妹妹告別後死去。
菱形蛭魅（Hishigata Hirumi，聲：真野步）
幹比古的妹妹。出場僅穿內衣，背部插上許多管線。與幹比古一搭一唱。事後證明幹比古所做的一切，皆是為了讓她成為level6能力者。
事實上已經死去。生前是重症病患，身體虛弱卻十分樂觀。協助羅森塔適應學園都市的生活，並成為了朋友。
但內心一直渴望成為首位level6能力者。一直想參與哥哥幹比古危險的能力實驗。當得知埃斯特的死靈術後，決定讓人造靈魂「檮杌」附在自己身上後自殺。死前要求將自己屍體置入能力擴張機器。
在「檮杌」控制下變得兇殘，開始咨意殺人，並威脅發現實情的埃斯特不能說出真相。之後利用蛭魅的生前記憶「假扮」蛭魅控制幹比古。
但成為完全體後，看到幹比古已失去利用價值，而「檮杌」被埃斯特命令停止運作後，顯露出操控蛭魅屍體的惡靈真實身分——羅森塔爾第四代當家伊薩克。在死前透過靈魂與檮杌融合以繼續完成羅森塔爾家的訴願——製造完美的「魔像」。
最终被埃斯特尔等人消灭后，蛭魅的人格短暫顯現后消亡。
伊薩克·罗森塔尔（Isaac Rosenthal，聲：寺島拓篤）
羅森塔爾家第四代當家，據埃斯特表示將中國跳尸術融入死靈術之中，創造出當今羅森塔爾的死靈術系譜。
實際上人格扭曲，為了製造出接近神存在的完美「魔像」不擇手段，被時人稱為「惡魔」。在死前為了在未來能製作出完美魔像，透過靈魂與檮杌融合以繼續執行計畫。後又透過後代埃斯特控制菱形兄妹，甚至不惜令蛭魅自殺以推動計畫。最後在檮杌被埃斯特命令停止運作後露出真面目。

#### 食屍部隊
「食屍部隊」四人后来在《科学的超电磁炮》《天赋梦路篇》中，确认与一方通行交手留下阴影后再次登场。
飯棲麗塔（Iizumi Rita，聲：藤田茜）
「食屍部隊」的隊長，暱稱首領（Leader）。戴着雙手交叉的口罩的少女。背著裝著各種道具的背包。
能力名為「鳥瞰把握」的強能力者。在閉上一隻眼睛之後，在空中展開大量的假想眼睛，藉此一覽廣闊的視野。缺點是在白天效果會明顯下降。
有著受到教師霸凌的過去，因此有著將老師與對其言聽計從的優等生視為邪惡的極端想法。
對認為有前途的人或是符合自己喜好的人會有勸誘的習慣，一開始見到一方通行時也相當欣賞他（目光裡充滿瘋狂與殺意），邀請他加入食屍部隊，但在對方展現力量化解他們的聯合攻擊、壓制所有隊員後感到恐懼而無法動彈，什麼也辦不到最後昏倒（還尿出來）。
超电磁炮侧《天赋梦路篇》为骗取御坂美琴信任谎称自己和组员是风纪委员，不让食蜂操祈过来说出了自己的能力，后来配合疏散无能力武装集团。
作樂木鳴葉（Sakuragi Naruha，聲：古賀葵）
「食屍部隊」的成員，暱稱納爾（Naru）。強能力者，能力名為「浸紙念力」，能將操控紙張賦予金屬般的堅硬，也能化作布般的柔軟。
身上的衣服都以紙做成，用來攻擊的話面積就會減少。雖然沒有暴露的癖好，但倒是不會介意被人看見。
個性給人的感覺就像是淘氣的國小女生，是部隊上的問題兒童，但卻自認為是隊上的王牌。
興趣是逛美術館。喜歡立方體。
目睹清清太郎丸被一方通行打倒後憤而使用能力製造出布偶裝甲攻擊，但被一方通行把其裝甲半毀之後從地面製造出石柱重擊輾壓而昏倒。
清清太郎丸（Seike Taroumaru，聲：貫井柚佳）
「食屍部隊」的成員，暱稱清清（Seike）。性別不明，但依據本名以及與美琴對決時的對話內容，似乎是個偽娘。能力等級不明，為範圍1公尺的「摩擦增減」，能自由操作摩擦係數，讓物體無法行動或是使自己能夠以飛快的速度噴射出去。對摸過的東西能保持數秒的效果，但連續使用的話只能維持三分鐘左右的時間。
最後才加入的成員，所以沒有將老師視為邪惡的思想。但因為怕麻煩而沒有刻意阻止，甚至假裝自己也是同樣的想法。
舌頭上有刺青。興趣是角色扮演
被一方通行重擊嵌進貨車的鋼板中，並且操控身體裡的生物電流電擊昏迷。
藥丸醫月（Yakumaru Itsuki，聲：西田望見）
「食屍部隊」的成員，暱稱藥丸（Yakumaru）。能力為等級不明的「液比轉換」，能夠操縱比重、分離液體，擅長以這項能力調製藥劑。
對自己的外表有所自覺，也認為利用美貌來達成目的是天生麗質之人理所當然的權利。
雖然有提防一方通行，但被其搶先繞道後面彈一下手指而重摔在地。

### 神之饮料篇
姬戲茉離（Himegi Matsuri）
周圍的人稱她為「公主」。喜歡高貴的衣服。低能力者的少女。心脏被一个靠着齿轮和发条运作的机械代替，机械连着遍布全身的微小管道用于收集能力者分泌的物质用于制作能力体结晶。
患有一种特殊疾病能被用于收集这些制作能力体结晶的物质，所以被暗部组织“法式大餐”抓住，故事开篇在飞绪由美和黃泉川等警备员帮助下试图逃离学园都市，但最终被“法式大餐”抓回。
飞绪由美（Tobio Yumi）
静菜高中二年级学生，同时也是一名风纪委员，隶属于风纪委员第105分部，飞绪麻美的双胞胎姐姐。小时候与妹妹、母亲抽签进入学园都市居住，经营着一家小餐馆，与妹妹同时觉醒能力。之后妹妹被诊断出一种特殊疾病，需要大量的治疗费用，后来有家研究机构愿意提供协助，但妹妹和其他有类似疾病的儿童一同消失，为了找回妹妹而成为风纪委员。在追踪到患有同样疾病的姬戲时，与加入了“法式大餐”并前来抓回的麻美重遇，两人交战后由美重伤晕倒而麻美与“法式大餐”成员抓回姬戲，事后入院疗伤。
姐妹能力均为“喷出球体”，等级不明，可以将气流封成球状，加以压缩、强化并一口气解放。姐姐的能力较为纯熟，能利用气球体喷射来远距离飞跃，不过落地会摔倒，也能利用球体制造护罩，与妹妹对战中能捕捉和控制妹妹发出的气球体。
飞绪麻美（Tobio Mami）
飞绪由美的双胞胎妹妹，“法式大餐”的成员。小时候与姐姐、母亲抽签进入学园都市居住，与姐姐同时觉醒能力，之后患有一种特殊疾病，被一家研究机构带走后失踪，直至故事中抓回姬戲时与姐姐重遇。在“法式大餐”中认识姬戲并帮她逃脱，在姬戲逃脱后自愿充当她的位置，被挖去左眼并植入类似姬戲心脏的机械，姬戲被抓回后怪责她被提到其逃脱会死掉全部有麻美同样疾病的儿童。
姐妹能力均为“喷出球体”，等级不明，可以将气流封成球状，加以压缩、强化并一口气解放。

### 警备员
黃泉川愛穗（Yomikawa Aiho，聲：甲斐田裕子）

伊东（Itou，聲：內匠靖明）
與黃泉川同僚的警備員。
高梁（Takahashi，聲：佐原誠）
與黃泉川同僚的警備員。

### 其他人物
冥土追魂（Heaven Canceller，聲：仲野裕）

芳川桔梗（Yoshikawa Kikyou，聲：冬馬由美）
「絕對能力進化計劃」實驗的相關研究員。
目前与一方通行住在同一所医院養病，並協助過一方通行调查DA相關情报。

### 動畫原創人物
鷹田杳子（Takada Youko，聲：朝井彩加）
動畫第一話登場。橘紅色頭髮、臉上有雀斑的女高中生。有著「不妙」的口頭禪。能力不明。
襲擊第四學區的氣體研究設施，偷走了對付一方通行的秘密武器，襲擊了一方通行住院的醫院，最後將有染上一方通行血液的紙袋奪走，打算想用第一位的基因情報賣給其他研究所賺錢，但被趕來的一方通行打敗。後而被警備員拘捕。
名荷原弘見（Nakahara Hiromi，聲：坂泰斗）
動畫第一話登場。深紫色頭髮、身高高大且健壯的男高中生。有著可以擊飛黃泉川的臂力。能力不明。
一方通行破牆而出時，保護了差點被波及的鷹田杳子，但自己被石塊轟到而昏迷。後而被警備員拘捕。
木寺實莉（Kidera Minori，聲：島袋美由利）
動畫第一話登場。黑髮並戴著眼鏡的女高中生。可操控空氣中的氣體含量比例，能力有效範圍為三公尺。
使用能力輔助隊友不被武器周圍氮氣引發缺氧，一方通行打敗鷹田杳子後，站出來阻止一方通行繼續攻擊她。後而被警備員拘捕。

## 用語

### 科學勢力

#### 兵器
Numbers
為埃斯特尔一家使用的擬似魂魄。名稱取自中國神話的傳說生物，除禍斗外來自四兇。
禍斗（Kato，聲：渡部纱弓）

檮杌（Toukotsu，聲：真野步）

窮奇（Kyuuki，聲：小针彩希）
青色猎犬型机器人，公式强化后可与饕餮“视觉共享”。
饕餮（Toutetsu）
紫色四足桌子型机器人，能力是“转移物质”。
渾沌（Konton）
土黄色球形外壳机器人，能力是“感知弱化”。

#### 組織
DA
正式名称为Disciplinary Action。警备员的黑暗面，仅占学园都市一成的警备员人口力量里面最大的偏激武装秘密结社，自称“正义组织”，曾经扮成医疗人员和现役警备员向一般市民面前出现搜集可利用的实验材料，但是他们与警备员不同，警备员绝对不会举枪对着手无寸铁的学生和背后对学生采取暴力对待（人皮狹美气绝于他们手上），采取融尸灭迹手段龌龊。
组成成员基本都是在警备员队伍里面因为犯错或者心存报复辞退的原警备员和科学家组成，拥有和现役甚至超越现役警备员武装水平的设备武器，最强的武器是搭载格斗林机枪和回旋飞镖的多足重型兵器（需要有人在里面操作），因为背后有统括理事会成员亡本裏藏背后支持。
与理事侧和警备员侧为敌。亡本后来因为觉得他们做的太过火，派出食尸部队清除。因埃斯特通风报信与一方通行，回收最后之作任务失败。转而抓获御坂妹妹10046号作为人质，后来菱形需要御坂妹妹脑内10031次死亡记录，被多方势力（警备员、食尸部队、一方通行）找上前阻止。
食屍部隊（Scavenger）
統括理事會直屬部隊，成員數四人。在《死靈術師篇》中，被派遣消滅DA並回收御坂10046號，被亂入的一方通行打得落花流水，任務後遭到降級。
其後在《科學超電磁砲》的《天賦夢路篇》中接受委託回收「分身」，結尾因功（與首領的強硬態度）而回復原階級。

## 出版書籍
科學一方通行
| 冊數 | ASCII Media Works/KADOKAWA | ASCII Media Works/KADOKAWA | 台灣角川       | 台灣角川               |
| 冊數 | 發售日期                   | ISBN                       | 發售日期       | ISBN                   |
| ---- | -------------------------- | -------------------------- | -------------- | ---------------------- |
| 1    | 2014年7月26日              | ISBN 978-4-04-866702-9     | 2015年10月16日 | ISBN 978-986-366-780-3 |
| 2    | 2014年11月27日             | ISBN 978-4-04-866988-7     | 2016年4月27日  | ISBN 978-986-473-058-2 |
| 3    | 2015年4月27日              | ISBN 978-4-04-869345-5     | 2016年8月15日  | ISBN 978-986-473-258-6 |
| 4    | 2015年10月27日             | ISBN 978-4-04-865430-2     | 2017年3月1日   | ISBN 978-986-473-546-4 |
| 5    | 2016年5月27日              | ISBN 978-4-04-892121-3     | 2017年6月22日  | ISBN 978-986-473-733-8 |
| 6    | 2016年11月26日             | ISBN 978-4-04-892430-6     | 2018年1月22日  | ISBN 978-957-853-179-6 |
| 7    | 2017年8月26日              | ISBN 978-4-04-892917-2     | 2018年12月12日 | ISBN 978-957-564-655-4 |
| 8    | 2018年3月27日              | ISBN 978-4-04-893719-1     | 2018年12月12日 | ISBN 978-957-564-661-5 |
| 9    | 2018年10月11日             | ISBN 978-4-04-912054-7     | 2019年9月19日  | ISBN 978-957-743-230-8 |
| 10   | 2019年6月26日              | ISBN 978-4-04-912586-3     |                |                        |
| 11   | 2020年3月26日              | ISBN 978-4-04-913114-7     |                |                        |
| 12   | 2020年8月27日              | ISBN 978-4-04-913394-3     |                |                        |

偶像一方通行大人
作畫：舘津テト / 鎌池和馬（原作） / 灰村清孝、山路新（角色原案）單行本全4卷
| 冊數 | KADOKAWA       | KADOKAWA               |
| 冊數 | 發售日期       | ISBN                   |
| ---- | -------------- | ---------------------- |
| 1    | 2016年11月26日 | ISBN 978-4-04-892363-7 |
| 2    | 2017年8月26日  | ISBN 978-4-04-892916-5 |
| 3    | 2018年3月24日  | ISBN 978-4-04-893715-3 |
| 4    | 2018年12月25日 | ISBN 978-4-04-912240-4 |

## 電視動畫
2018年10月7日，在電擊文庫25周年記念活動「秋之電擊祭上宣布製作動畫，2019年7月12日播放，2019年9月28日完结。

### 製作人員
- 原作：鎌池和馬（漫畫：山路新）
- 導演：鎌仲史陽
- 人物設定：八重樫洋平
- 系列構成：杉原研二
- 道具設計：木村英文
- 美術監督：鈴木朗
- 色彩設計：舩橋美香
- 攝影監督：高橋昭裕
- 編輯：後藤正浩
- 音響監督：明田川仁
- 音響製作：IMAGINE
- 音樂：I've sound／井内舞子
- 動畫製作：J.C.STAFF
- 製作：PROJECT--ACCELARATOR

### 主題曲
片頭曲「Shadow is the Light」
填詞：Ray，作曲：Reiji ，編曲：Reiji、Tsuyoshi Sato，主唱：THE SIXTH LIE
第一話影像作為片尾曲使用
片尾曲「Parole」
填詞、作曲：渡邊翔，編曲：，主唱：sajou no hana

### 各話列表
| 話數   | 日文標題 | 中文標題           | 劇本       | 分鏡              | 演出               | 作畫監督                                                                       | 總作畫監督          |
| ------ | -------- | ------------------ | ---------- | ----------------- | ------------------ | ------------------------------------------------------------------------------ | ------------------- |
| 第1話  |          | 學園都市最強能力者 | 杉原研二   | 鐮仲史陽          | 鐮仲史陽           | 福世孝明                                                                       | 八重樫洋平          |
| 第2話  |          | 死靈術師           | 杉原研二   | 鐮仲史陽          | 鐮仲史陽           | 福世孝明                                                                       | 松元美季 八重樫洋平 |
| 第3話  |          | 四凶之符           | 石川あさみ | 鐮仲史陽          | 富永雄             | 福世孝明、松元美季                                                             | 松元美季 八重樫洋平 |
| 第4話  |          | 擬似魂魄・禍斗     | 高木登     | 高木啓明          | 高木啓明           | 小倉恭平                                                                       | 松元美季 八重樫洋平 |
| 第5話  |          | 警備員的黑暗       | 網谷正治   | 渡部高志          | 富永雄             | 松本文男                                                                       | 松元美季 八重樫洋平 |
| 第6話  |          | 食屍部隊           | 網谷正治   | 高木啟明          | 高木啟明           | 福世孝明、古澤貴文 岡辰也、阿形大輔                                            | 松元美季 八重樫洋平 |
| 第7話  |          | 限制時間           | 杉原研二   | 木村英文          | 川西泰二           | Chang Bum Chul、Jang Young Sun Hue Hey Jang、Kim Hyoun OK Shin Hey Ran、橘尚美 | 松元美季 八重樫洋平 |
| 第8話  |          | 蛭魅               | 玉井☆豪    | 鎌仲史陽          | 富永雄             | 小倉恭平、松本文男 岡辰也、阿形大輔 粟井重紀                                   | 松元美季 八重樫洋平 |
| 第9話  |          | 10031次的死亡      | 網谷正治   | 渡部高志          | 佐藤英一           | 長坂寬治、石田啓一 Kim Myeongsim、Kim Jinyeong                                 | 松元美季 八重樫洋平 |
| 第10話 |          | 覺醒               | 杉原研二   | 渡部高志          | 粟井重紀           | Jumondou Seoul、寿門堂                                                         | 松元美季 八重樫洋平 |
| 第11話 |          | 完全體             | 玉井☆豪    | 渡部高志          | 富永雄             | 松本文男、小倉恭平                                                             | 松元美季 八重樫洋平 |
| 第12話 |          | 應該守護的事物     | 玉井☆豪    | 渡部高志 鎌仲史陽 | 高木啓明、冨永恒雄 | 福世孝明、小倉恭平 松本文男、古澤貴文 岡辰也                                   | 松元美季 八重樫洋平 |

### 藍光與DVD
| 卷數 | 發售日期       | 收錄話數       | 規格編號  | 規格編號  | 封面人物                     |
| 卷數 | 發售日期       | 收錄話數       | BD初回版  | DVD初回版 | 封面人物                     |
| ---- | -------------- | -------------- | --------- | --------- | ---------------------------- |
| 1    | 2019年10月30日 | 第1話 ~ 第4話  | GNXA-7411 | GNBA-7991 | 一方通行&最後之作            |
| 2    | 2019年12月25日 | 第5話 ~ 第8話  | GNXA-7412 | GNBA-7992 | 一方通行 埃斯特爾&禍斗       |
| 3    | 2020年2月28日  | 第9話 ~ 第12話 | GNXA-7413 | GNBA-7993 | 一方通行 菱形幹比古&菱形蛭魅 |

### 播放電視台
日本深夜動畫：下文記載的日本国内播放時間使用日本標準時間（UTC+9）表示。因為部分時間标识會採用30小时制，因此請留意这类超过24:00的时间，其實際播放時間為翌日清晨。
| 播放地區   | 播放電視台 | 播放日期        | 播放時間（UTC+9）          | 所屬電視網 | 備註                  |
| ---------- | ---------- | --------------- | -------------------------- | ---------- | --------------------- |
| 日本全域   | AT-X       | 2019年7月12日 - | 星期五 22時00分 - 22時30分 | 衛星電視   | CS放送 有重播         |
| 東京都     | TOKYO MX   | 2019年7月13日 - | 星期六 25時05分 - 25時35分 | 獨立UHF局  |                       |
| 日本全域   | BS11       | 2019年7月13日 - | 星期六 25時30分 - 26時00分 | 衛星電視   | BS放送 《ANIME+》節目 |
| 近畿廣域圏 | 毎日放送   | 2019年7月13日 - | 星期六 26時55分 - 27時25分 | 日本新聞網 | 《Anime Shower》      |

## 外部連結
- （日語）電擊大王漫畫網站 （页面存档备份，存于）
- （日語）電視動畫官方網站 （页面存档备份，存于）